# Oyndarfjørður

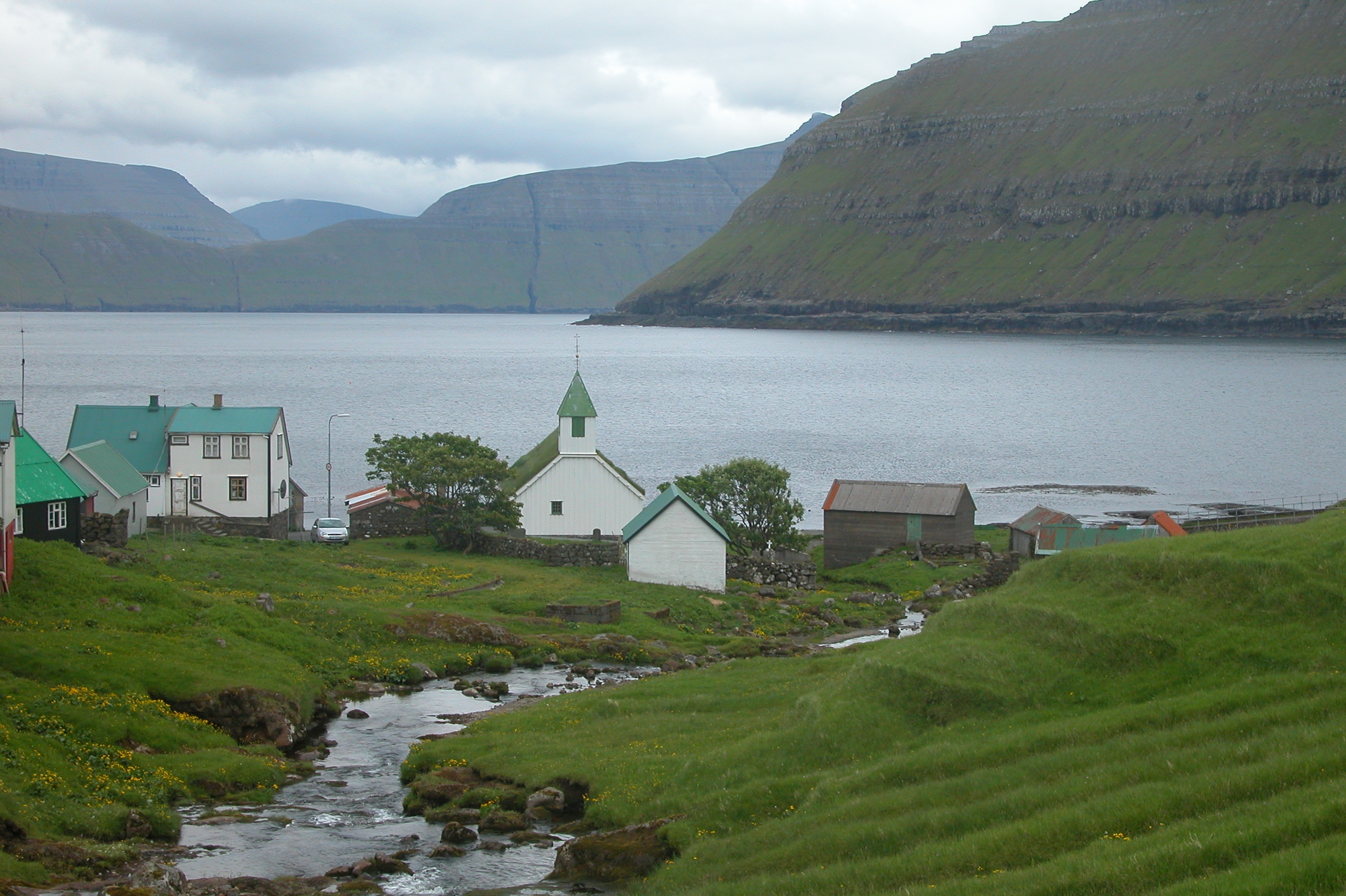
Dorfansicht

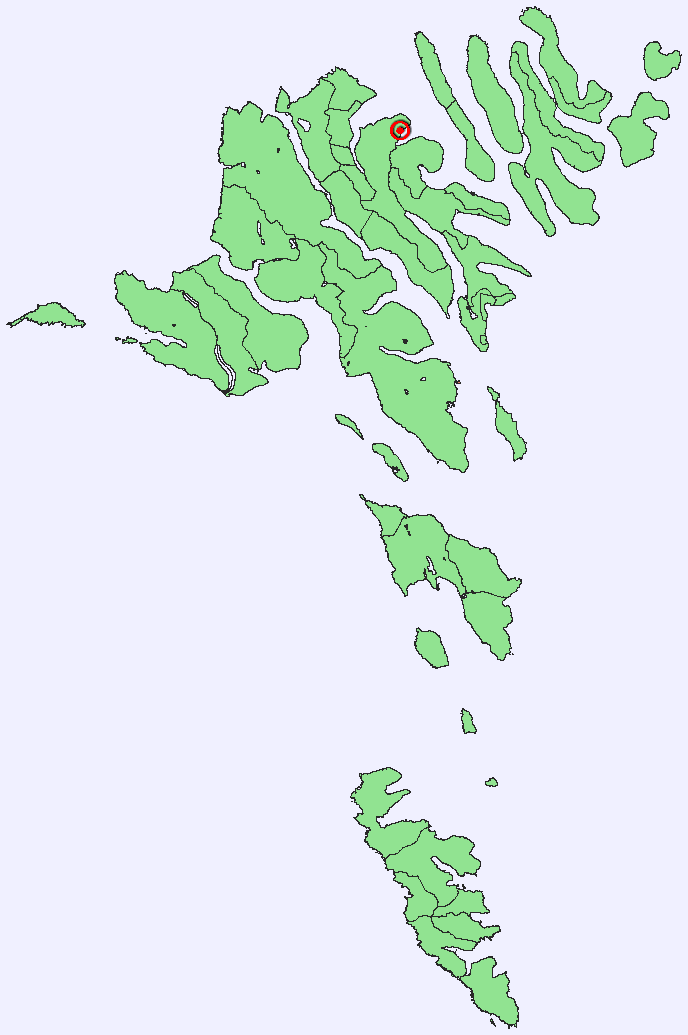
Lage von Oyndarfjørður auf den Färöern

Oyndarfjørður [ˈɔindaɹˌfjøːɹʊɹ] (dänisch Andefjord) ist ein Ort der Färöer an der Ostküste Eysturoys am gleichnamigen Fjord. Die frühere Kommune Oyndarfjørður bestand aus diesem einen Ort. Sie wurde am 1. Januar 2005 mit der färöischen Gemeinde Runavík (Runavíkar kommuna) zusammengelegt. Ein Bewohner von Oyndarfjørður ist ein oyndfirðingur [ˈɔinfɪɹɪngʊɹ], Plural oynfirðingar. Im Jahr 2015 zählte der Ort 139 Einwohner. Die Postleitzahl von Oyndarfjørður lautet FO-690.

## Erwähnenswertes

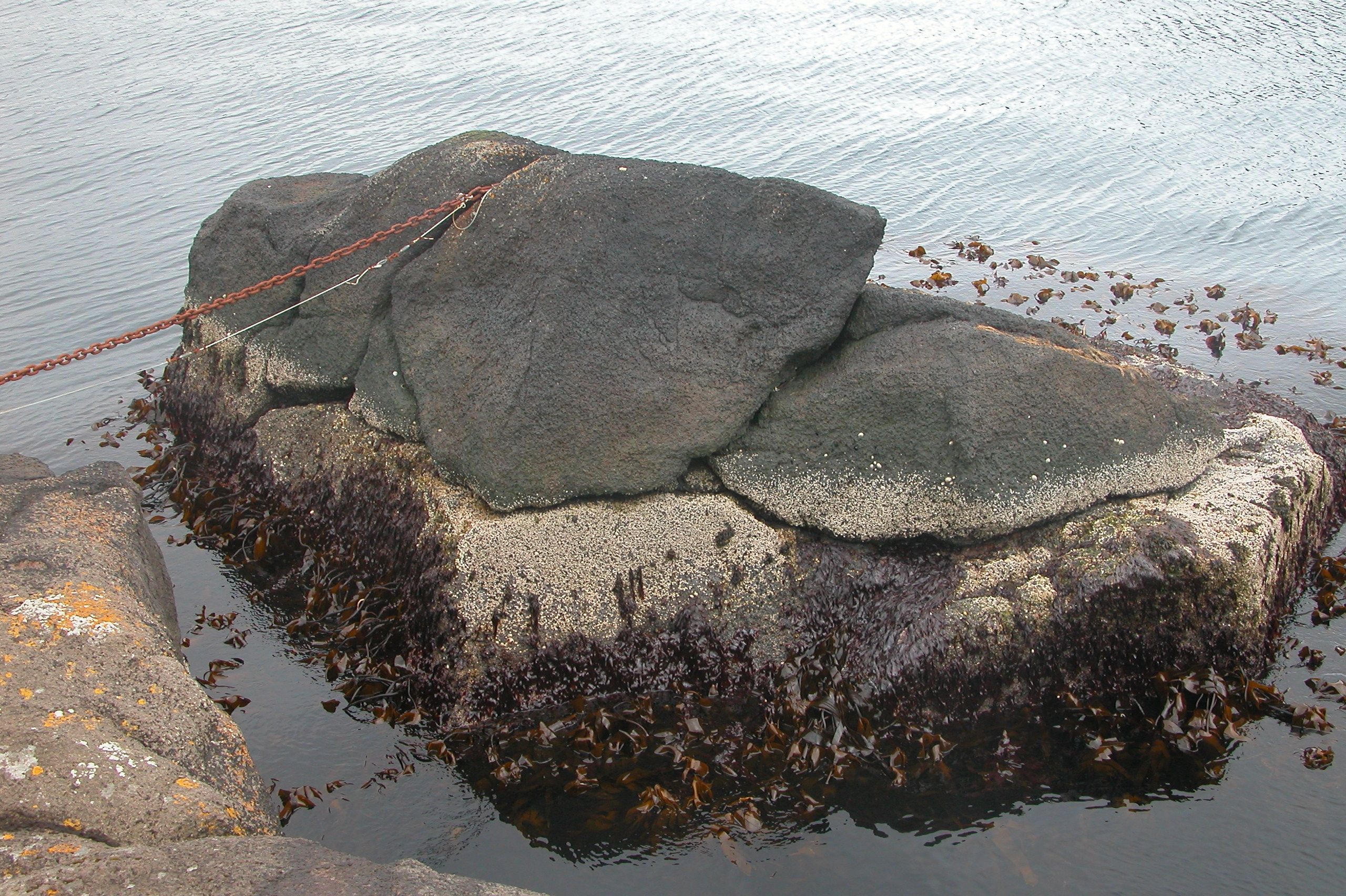
Die Rinkusteinar

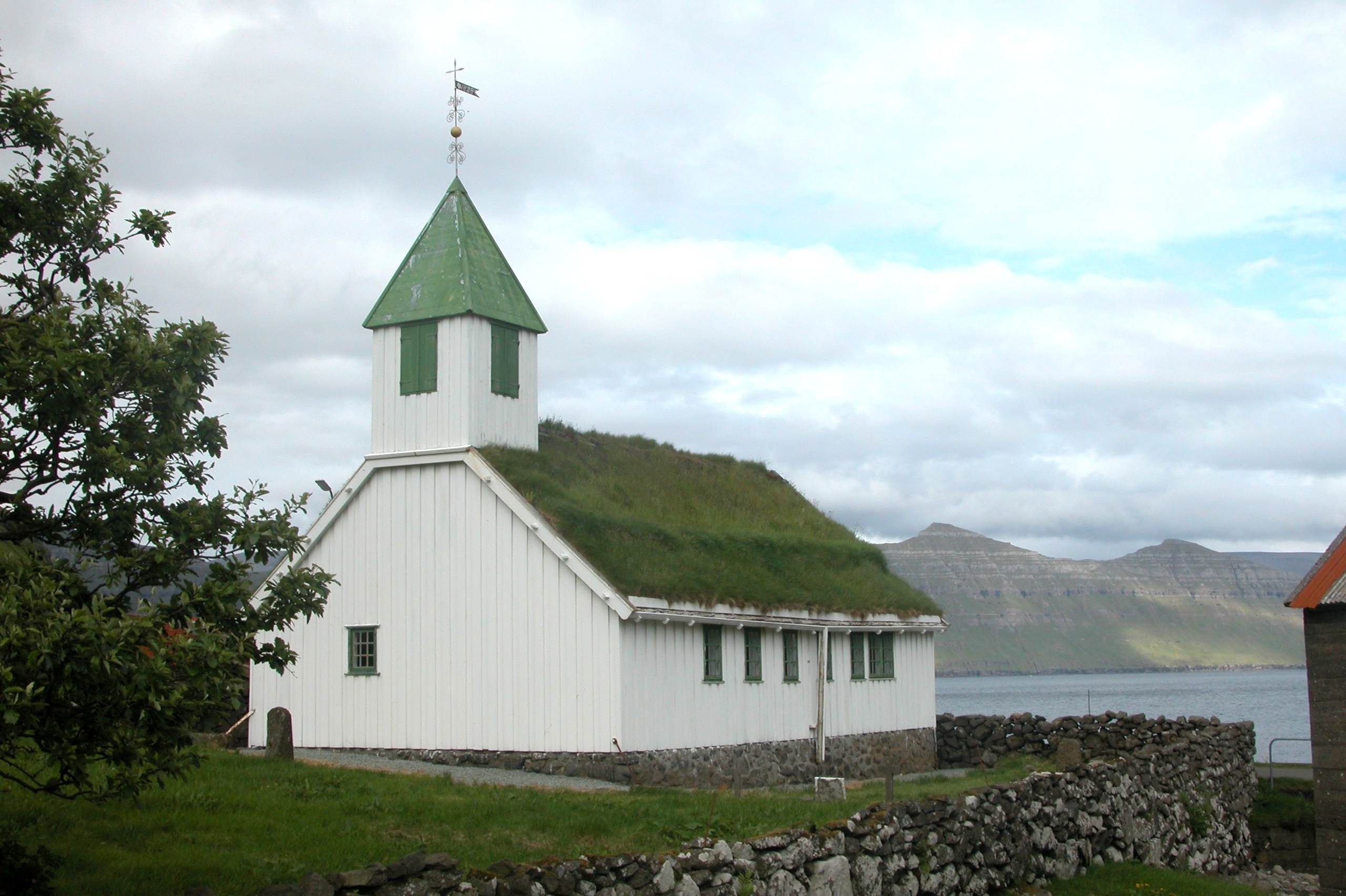
Die Holzkirche von Oyndarfjørður, 1838 erbaut.

Am Strand befinden sich die bekannten Rinkusteinar, zwei Felsen, die sich mit den Wellen bewegen. Um diesen Effekt zu verdeutlichen, ist ein Seil zum Ufer gespannt, das sich so ständig strafft und wieder locker lässt.
Nachdem 1557 der Bischofssitz in Kirkjubøur niedergelegt und das Bistum in ein próstadømi mit einem Propst an der Spitze umgewandelt worden war, wurde für diesen ein Amtssitz auf einem Hof in Oyndarfjørður auf Eysturoy eingerichtet, der próstagarður im Garðshorn. Heini Havreki wurde 1558 der erste Propst der Färöer. Die nachfolgenden Propste lebten allerdings an verschiedenen Orten, zumeist jedoch in Nes auf Eysturoy, denn dies soll der beste Hof gewesen sein. Es vergingen über 400 Jahre, bis die Färöer im Jahr 1963 wieder einen Bischof erhielten.
Die  typisch färöische Holzkirche mit ihrem Grasdach stammt aus dem Jahr 1838. Der Ort verfügt über einen Campingplatz und eine Jugendherberge (seit einigen Jahren geschlossen).

## Persönlichkeiten
- Magnus Heinason (1545–1589), Seefahrer, Freibeuter und Kaufmann. Er war der Sohn von Heini Havreki, dem ersten Propst der Färöer.